# Cecidostiba adana
Cecidostiba adana är en stekelart som beskrevs av Askew 1961. Cecidostiba adana ingår i släktet Cecidostiba och familjen puppglanssteklar. Inga underarter finns listade.